# Matematyka parakonsystentna
Matematyka parakonsystentna – próba budowy struktur matematycznych na bazie logiki parakonsystentnej zamiast logiki klasycznej. 
Rozwój matematyki na fundamentach parakonsystentnych po raz pierwszy zaproponował Newton da Costa w roku 1958.